# Duché de Sievers
Pour les articles homonymes, voir Sievers.
 (mai 2017).
Si vous disposez d'ouvrages ou d'articles de référence ou si vous connaissez des sites web de qualité traitant du thème abordé ici, merci de compléter l'article en donnant les références utiles à sa vérifiabilité et en les liant à la section « Notes et références ».
1312–1790
Entités précédentes :
- Duché de Beuthen

Entités suivantes :
- Royaume de Prusse

Le duché de Sievers (en polonais : Księstwo siewierskie ; en allemand : Herzogtum Siewierz ; en tchèque : Seveřské knížectví ; en latin : Ducatus Severiensis) est un ancien duché vassal silésien. Il est né en 1312 lors de la séparation du duché de Beuthen (Bytom) sous le règne de la maison Piast. Son chef-lieu était Sievers (Siewierz).
Situé à la frontière occidentale du royaume de Pologne le long de la rivière Brynica, ce duché autonome fut la propriété des évêques de Cracovie à partir de 1443. Il n'est incorporé aux domaines de la couronne de Pologne qu'en 1790.

## Histoire

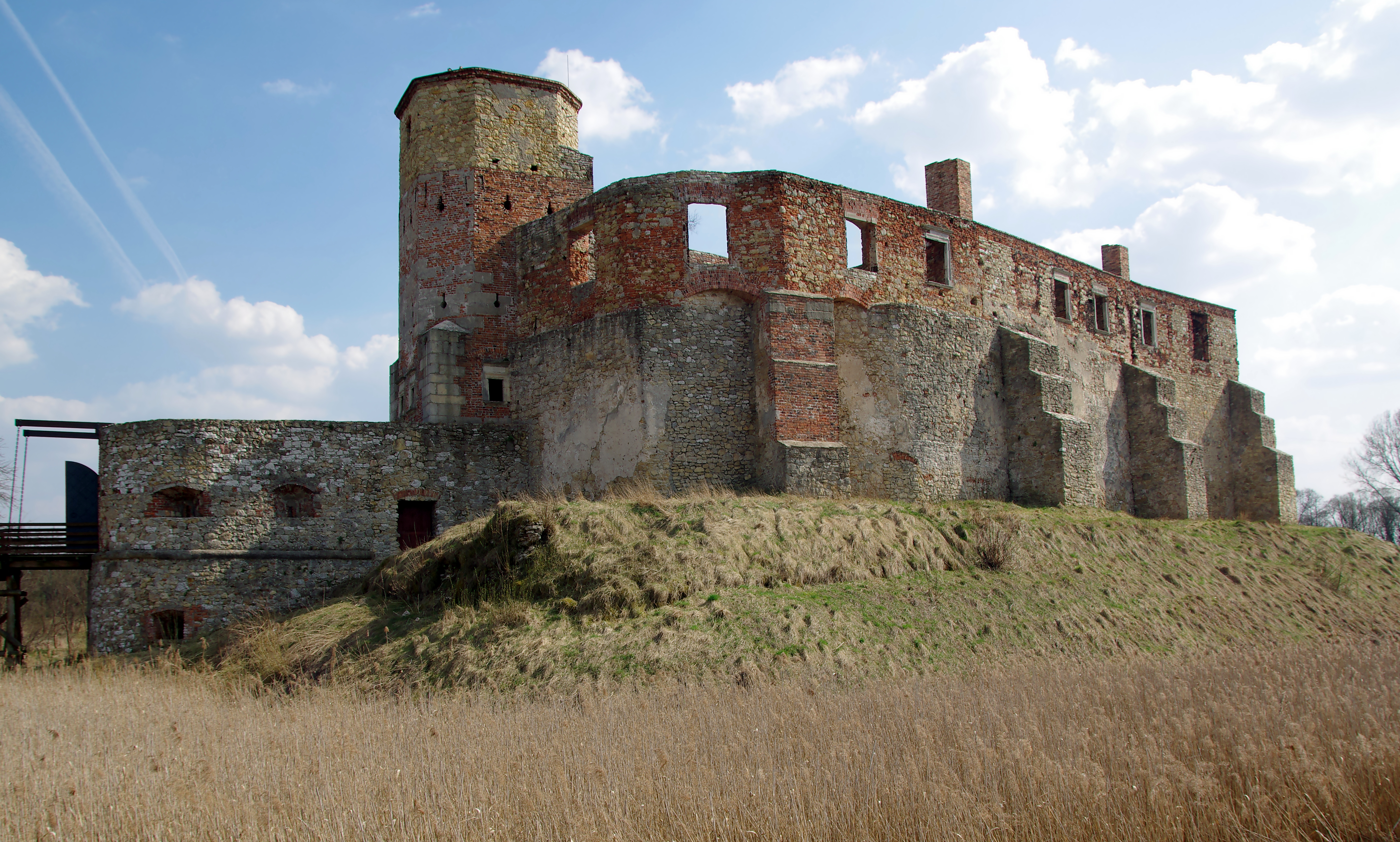
Le château de Sievers.

En 1177 ou 1179, le souverain polonais Casimir II le Juste confie au duc silésien Mieszko Ier Jambes Mêlées les châtellenies de Arrondissement de Beuthen, Auschwitz et Pless (Pszczyna), faisant partie à l'origine du duché de Cracovie en Petite-Pologne. Par ailleurs, Mieszko occupe en 1202, peu après la mort de son neveu Iaroslav et le décès de son frère Boleslas Ier, le duché voisin d'Opole, formant une entité unique en Haute-Silésie, le duché-uni d'Opole et de Ratibor. Après la mort de son petit-fils Ladislas en 1281, ce duché est réparti entre ses quatre fils ; les domaines de Beuthen (qui comprennent les villes de Beuthen, Koźle, Gleiwitz, Toszek et Sievers) sont cédés à Casimir.
À la mort du duc Casimir en 1312, son fils cadet Mieszko, un membre de l'ordre de Saint-Jean de Jérusalem, obtient le duché de Sievers. Élu évêque de Nitra en 1328, il renonce au duché en faveur de son frère le duc Ladislas de Beuthen qui le vendra en 1337 au duc Casimir Ier de Teschen. Le descendant de ce dernier, le duc Venceslas Ier de Teschen|Sievers le vend à Zbigniew Oleśnicki, évêque de Cracovie, en 1443. Lorsque la plupart des duchés de Silésie à l'ouest sont intégrés dans les pays de la couronne de Bohême, le roi Georges de Poděbrady renonce officiellement à Sievers en 1462, ce que confirme son successeur Vladislas II Jagellon en 1474.
Les évêques de Cracovie ont gardé le duché jusqu'en 1790. Le petit pays, comprenant les villes de Sievers, Koziegłowy et Czeladź, bénéfice d'une large autonomie. Après son incorporation dans la couronne du royaume de Pologne, il relève de la voïvodie de Cracovie au sein de la province de Petite-Pologne. Lors du troisième partage de la Pologne, en 1795, l'ancien duché et des territoires adjacents sont cédés au royaume de Prusse. Ces territoires sont érigés en province de Nouvelle-Silésie.

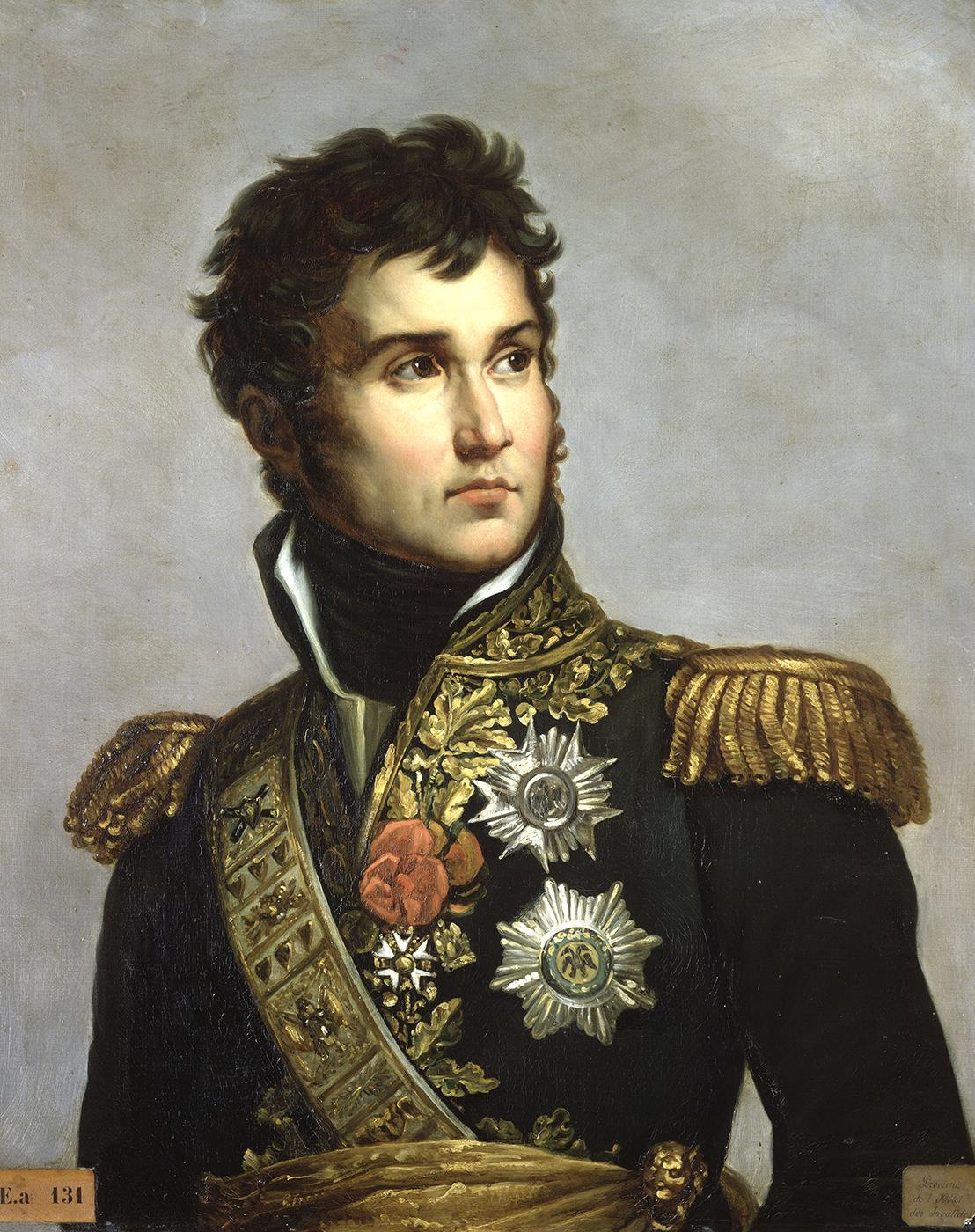
Le maréchal Lannes, duc de Sievers.

En 1807, le duché est rétabli par Napoléon Ier, qui en fait dotation (lui affectant un revenu nominal annuel de 100 000 francs tiré du duché) et donation sans souveraineté au profit du maréchal Lannes, sous le nom de principauté de Sievers  (décret impérial de Tilsit du 30 juin 1807, avec application au 25 juillet 1807), "fief" prélevé des domaines nationaux du duché de Varsovie. Ce majorat fieffé (appliqué sur son futur titre ducal de Montebello érigé le 19 mars 1808) est transmis à la mort du maréchal, en 1809, à son fils aîné Louis Napoléon Lannes. Après la chute de l'Empire, le gouvernement français renonce à exercer une réclamation auprès de la couronne de Pologne concernant les droits de la famille Lannes.
Lors du congrès de Vienne, en 1815, le duché est incorporé à la nouvelle Pologne, dite royaume du Congrès, sous tutelle russe. En 1918, le territoire est cédé à la république de Pologne. Les évêques de Cracovie portent continûment le titre féodal de « duc de Sievers » jusqu'à la mort d'Adam Stefan Sapieha en 1951.